# Bir Sreshtho
La Bir Sreshtho est la plus haute décoration militaire bangladaise. Elle a été décernée à 7 personnes tuées dans la guerre de libération du Bangladesh en 1971.

## Récipiendaires
- Hamidur Rahman